# Нонг

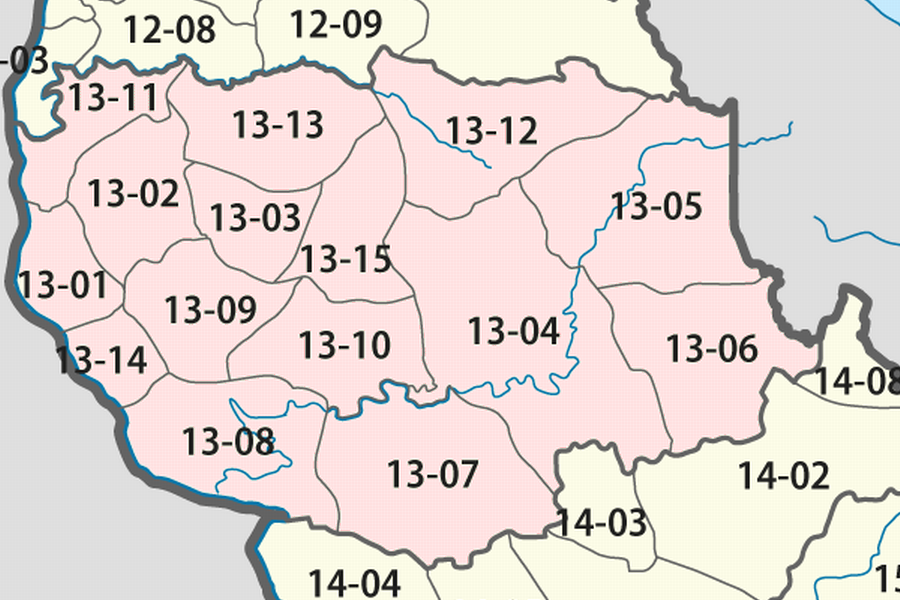
Число 13-06

Нонг — один з районів (лаос. ເມືອງ муанг) провінції Саваннакхет, Лаос.